# James Tissot
James Joseph Jacques Tissot (Nantes, 15 de outubro de 1836 – Buillon, 8 de agosto de 1902) foi um pintor francês.

## Vida
Tissot estudou na École des Beaux Arts em Paris com os mestres Ingres, Flandrin e Lamothe, e expôs no Salão de Paris pela primeira vez na idade dos 23 anos. Em 1861 ele exibiu O encontro de Fausto e Marguerita, que foi adquirido pelo Estado francês para a Galeria de Luxemburgo. A característica do seu primeiro período foi como pintor dos charmes femininos. Demi-mondaine seria a forma mais precisa de chamar uma série de estudos que ele chamou de La Femme a Paris (A mulher em Paris).

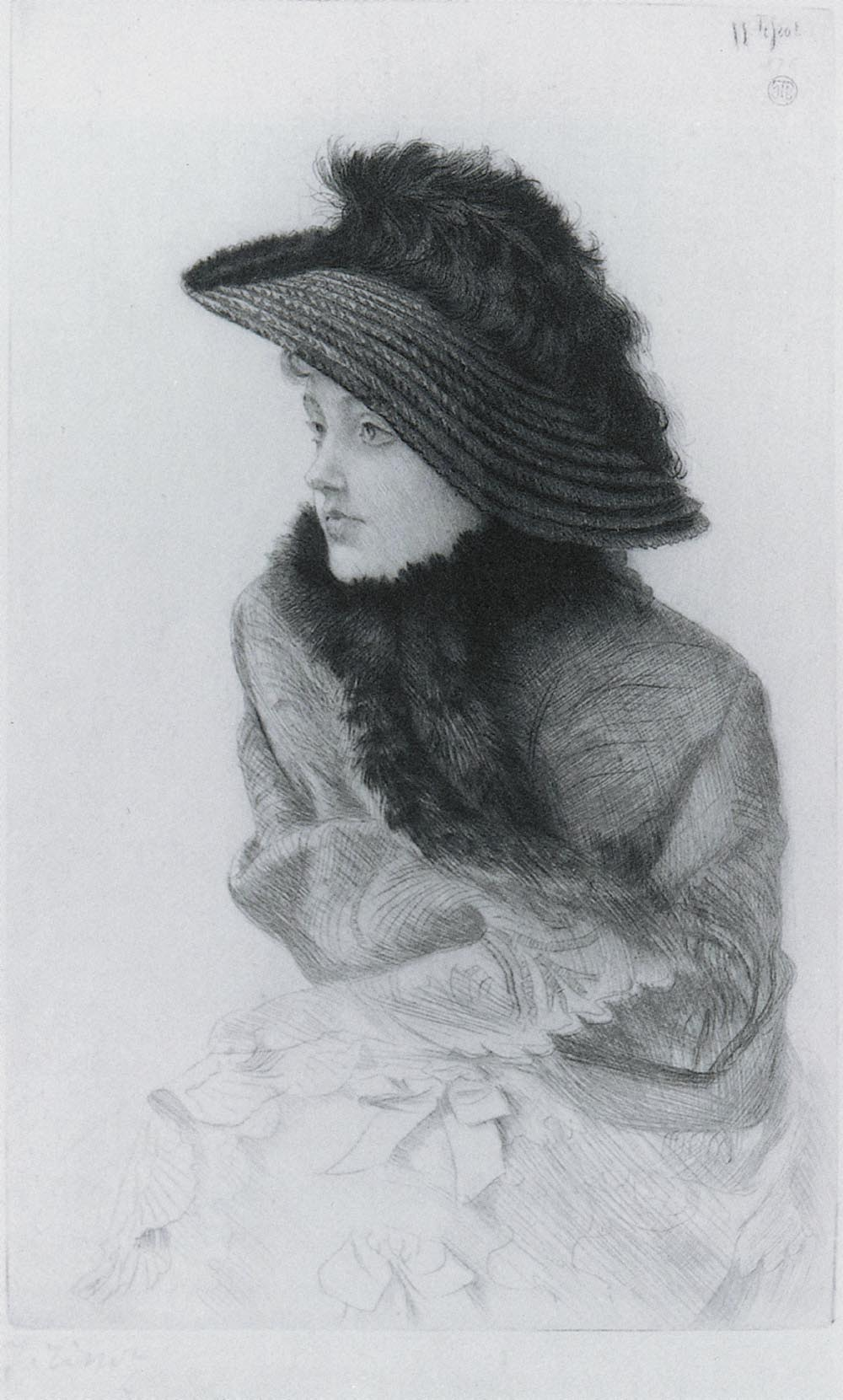
Retrato da sra. Newton, em 1876.

Lutou na Guerra Franco-Prussiana e, sob a suspeita de ser comunista, deixou Paris em direção a Londres. Lá, estudou com Seymour Haden, desenhou caricaturas para a Revista Vanity Fair, pintou retratos e também telas temáticas.
Em meados de 1870, Tissot conheceu uma divorciada, sra. Kathleen Newton, que se tornou sua companheira e modelo para diversas pinturas. A sra. Newton mudou-se para a propriedade de Tissot em 1876, onde viveu com ele até o seu suicídio, quando já vivia os últimos estágios da sua tuberculose.
Foi muitos anos antes que ele executou seu trabalho mais grandioso - a produção de mais de 700 aquarelas ilustrando a vida de Jesus e cenas do Velho Testamento. Tissot ausentou-se de Paris, mesmo tendo retornado após a morte de Kathleen, e partiu para a região da Palestina. Em 1896 a série de 350 desenhos dos incidentes da vida de Jesus Cristo foi exibida Paris, e no ano seguinte ele as levou para Londres em outra exposição. Foram também publicadas pela firma Lemercier em Paris, que lhe pagou 1.100.000 francos pelos desenhos.
Hoje mais de 500 desenhos, aquarelas e quadros a óleo fazem parte da coleção de Museu do Brooklyn, em Nova Iorque.
Depois disso ele retornou às cenas do Velho Testamento, estando ainda envolvido na produção na abadia de Buillon quando morreu.
Os méritos das ilustrações da Bíblia por Tissot recaem onde ele estudou os detalhes dos cenários mais do que o sentimento religioso. Ele parecia desejar, acima de tudo, retratar com precisão, e, nas suas figuras, com um realismo vívido, que se distanciaria do tratamento convencional dos temas sacros.

## Galeria

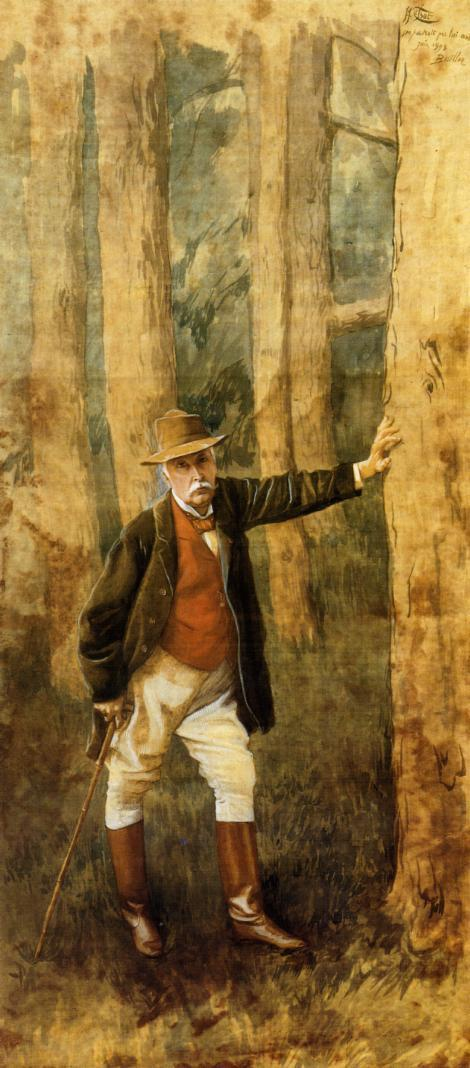
"Autoportrait"
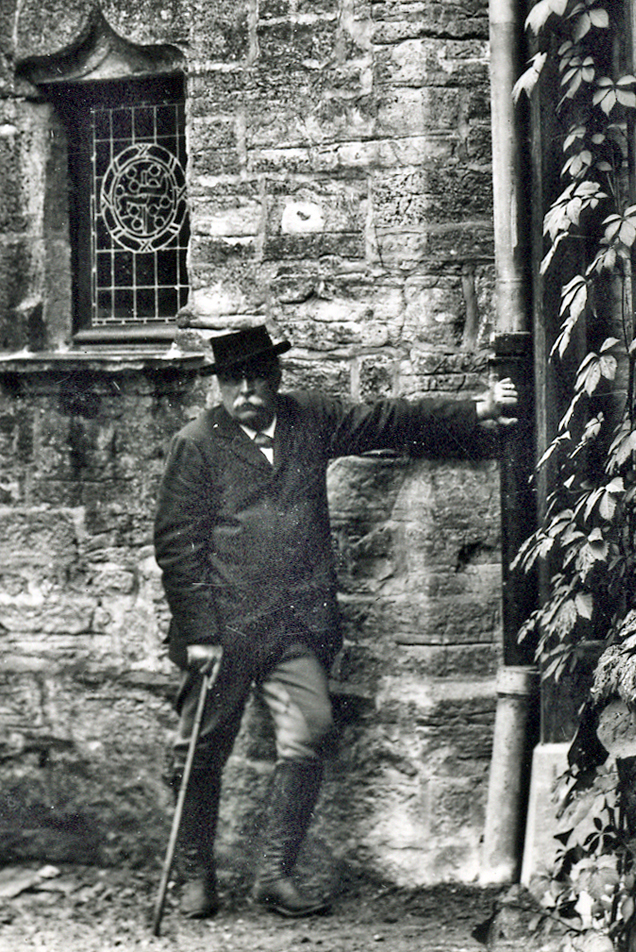
"James Tissot"
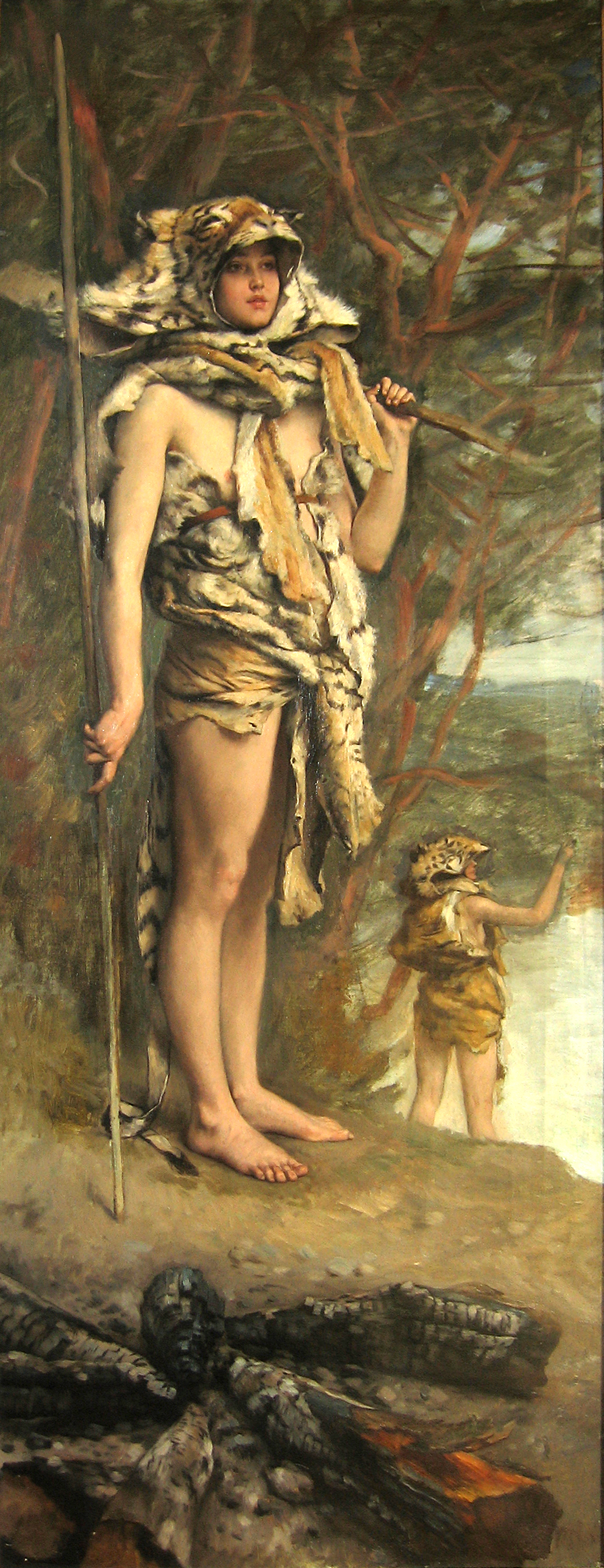
"La femme Préhistorique"
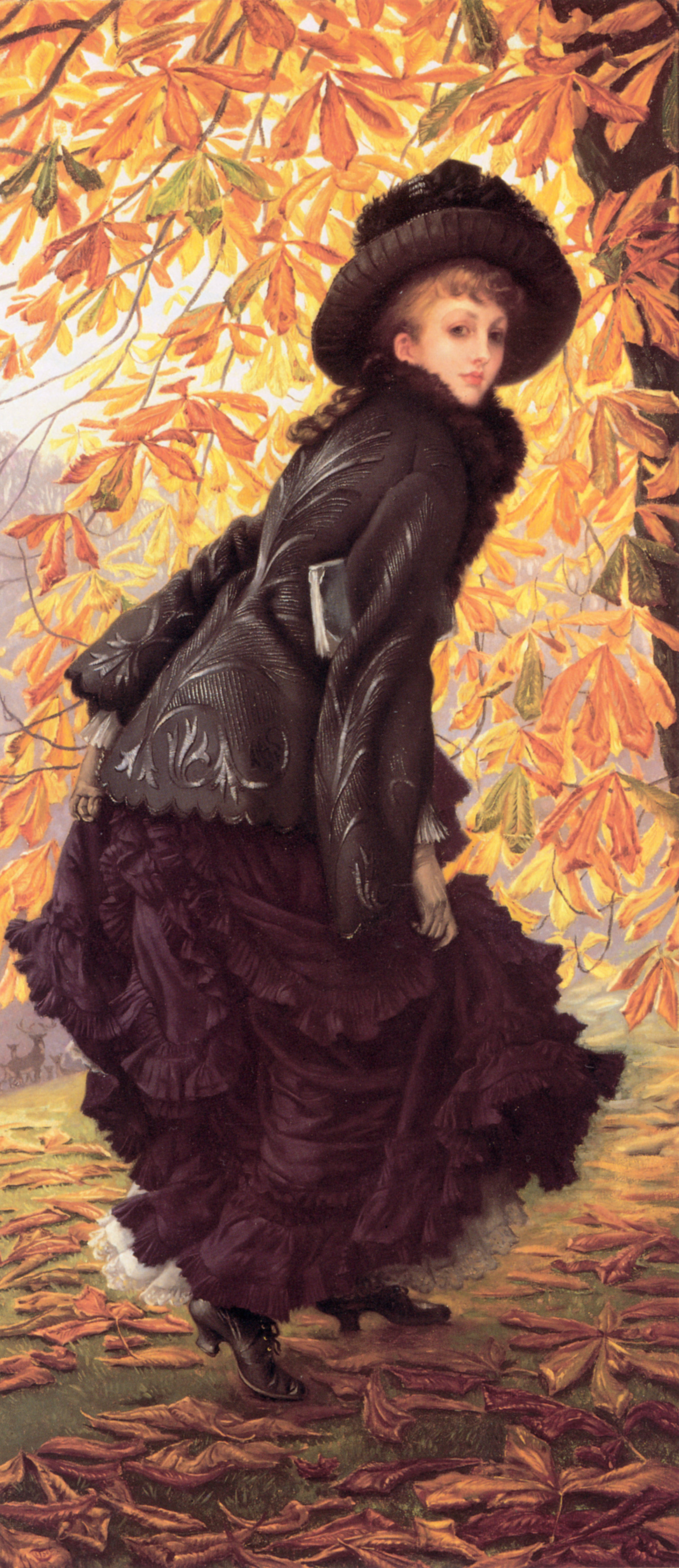
"October"
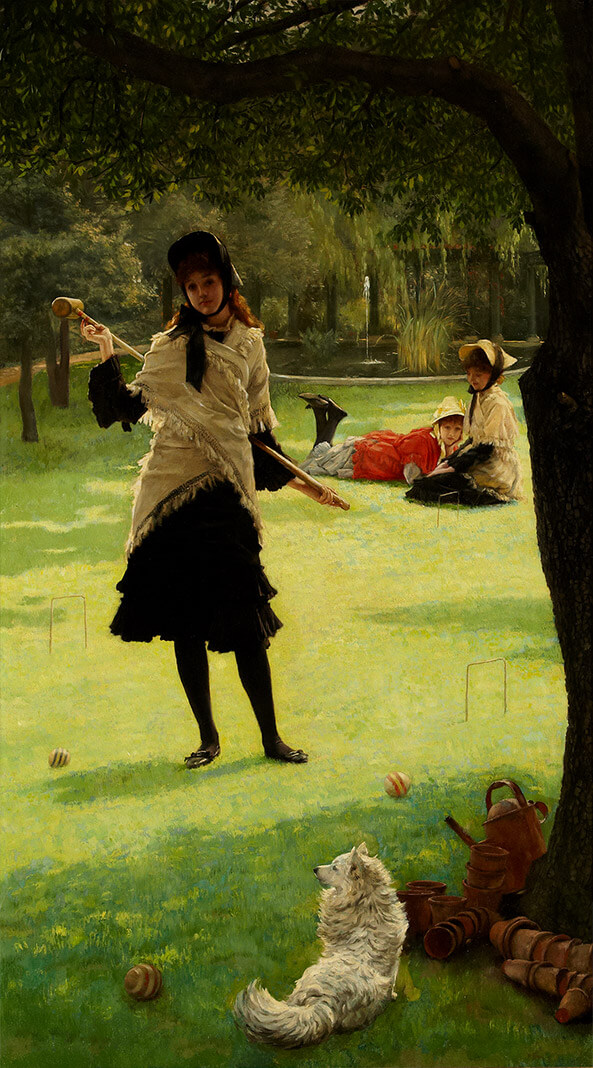
"Croquet"
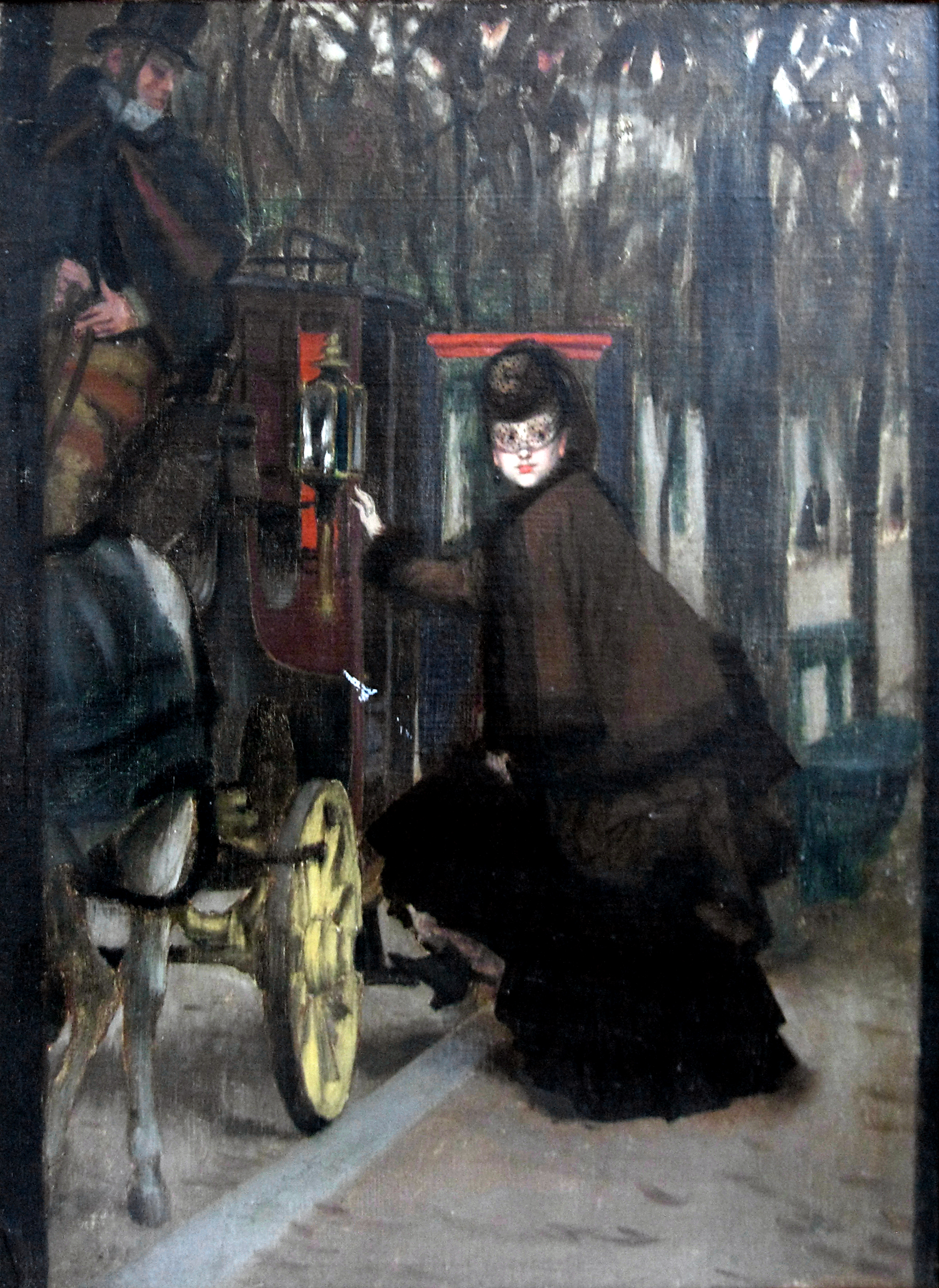
"Le rendez vous secret.JPG"
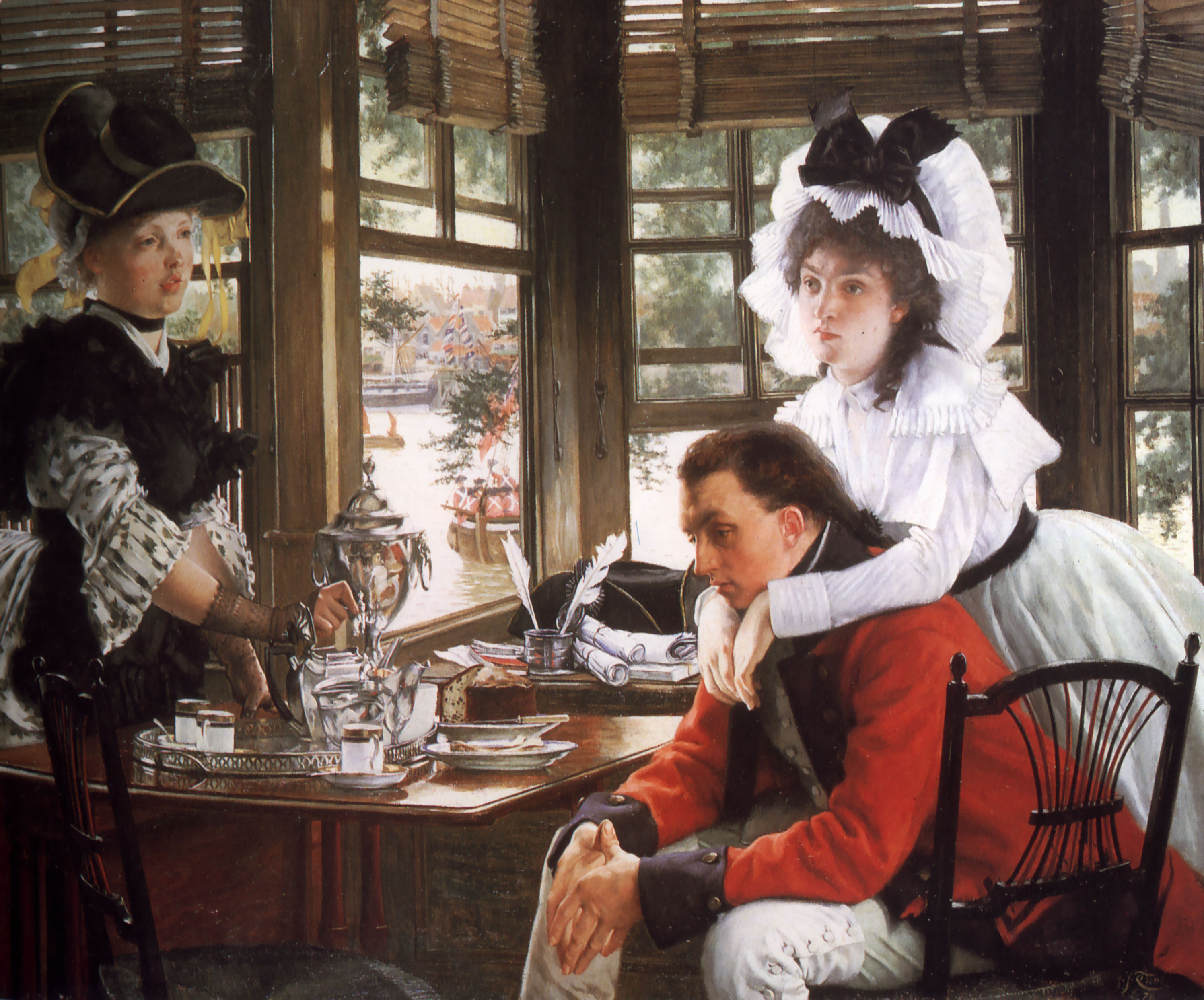
"Bad News"
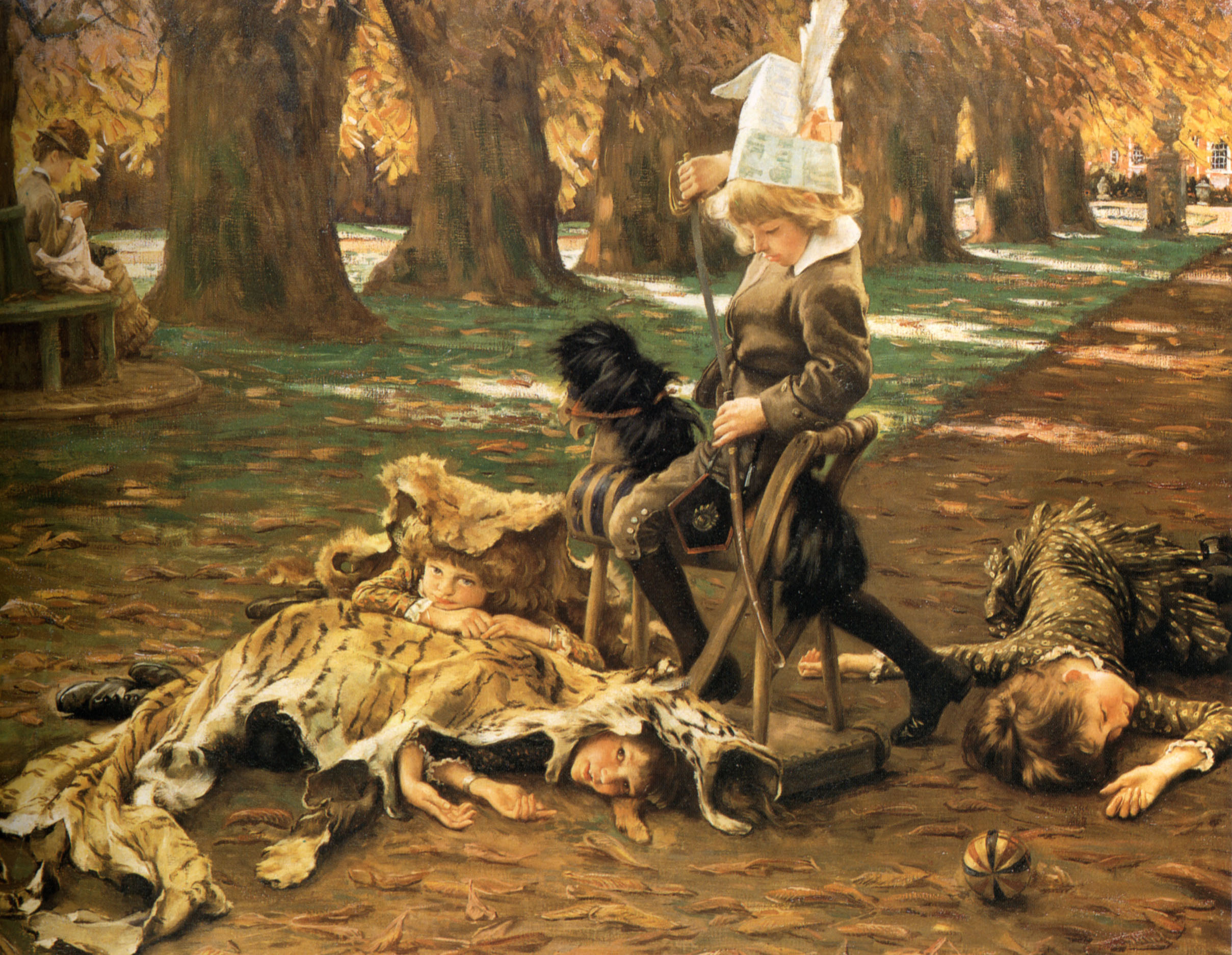
"A Little Nimrod"
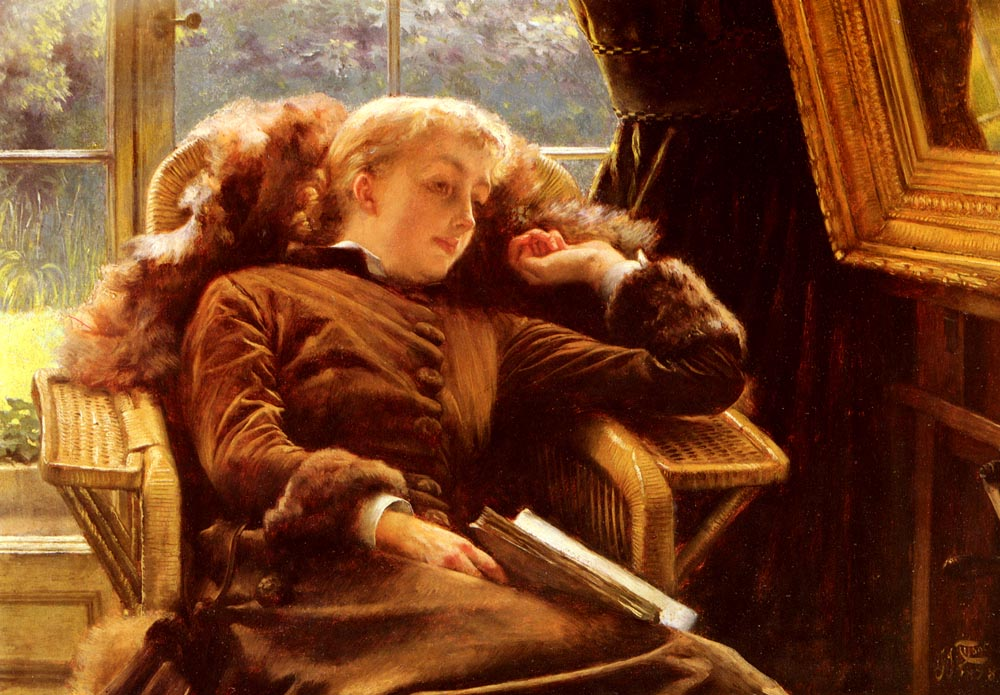
"Kathleen Newton In An Armchair"
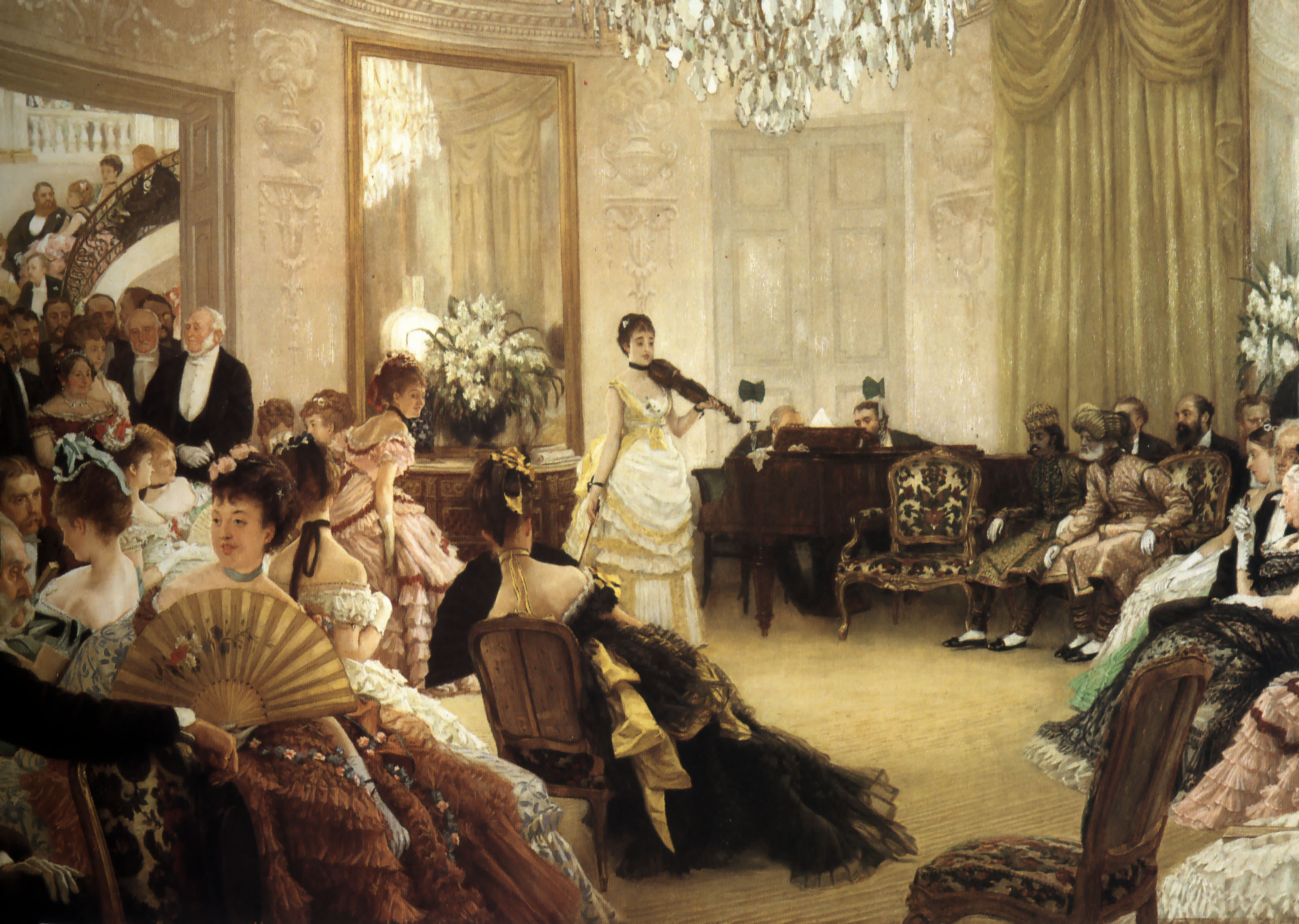
"Hush!"
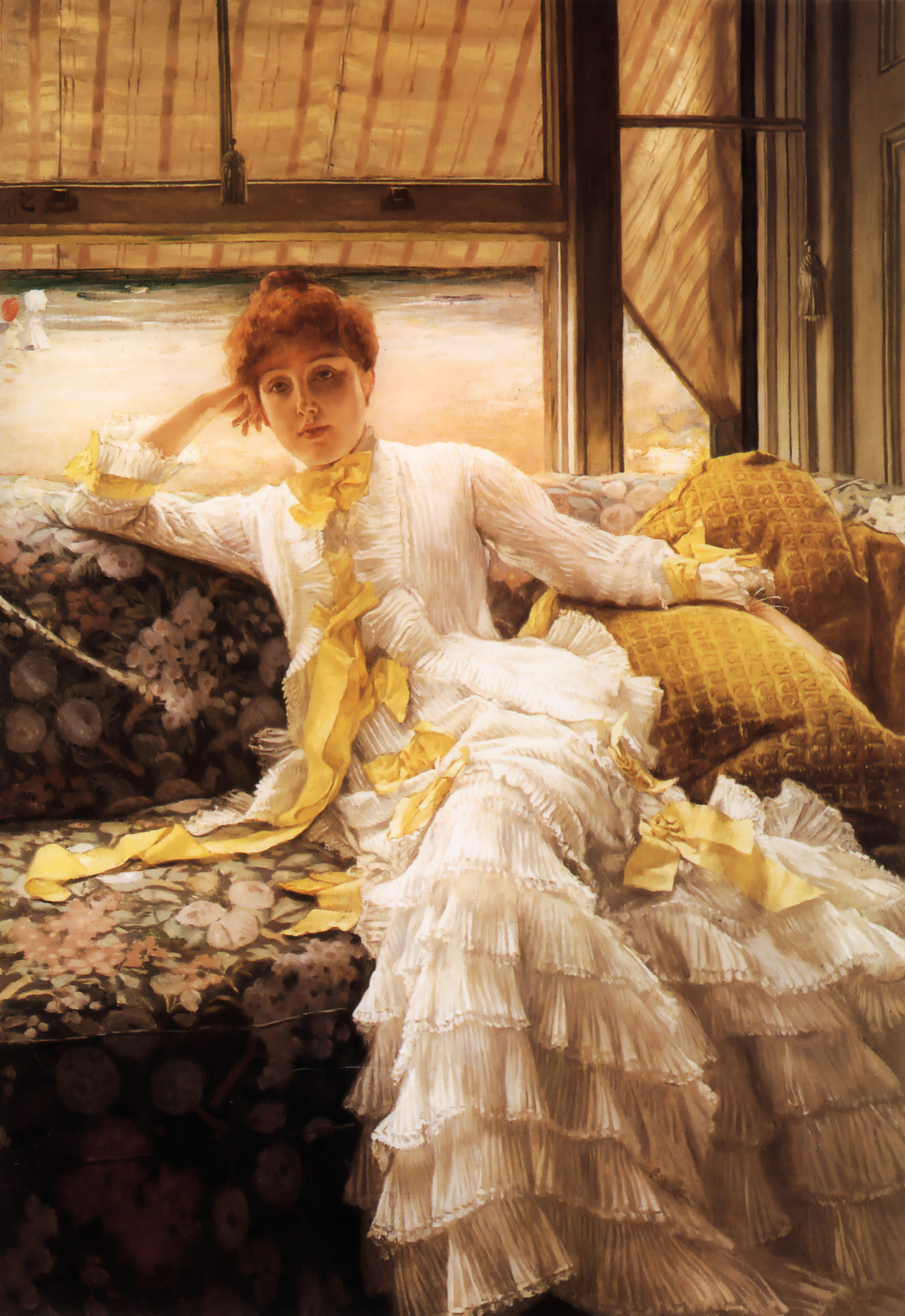
"Seaside"
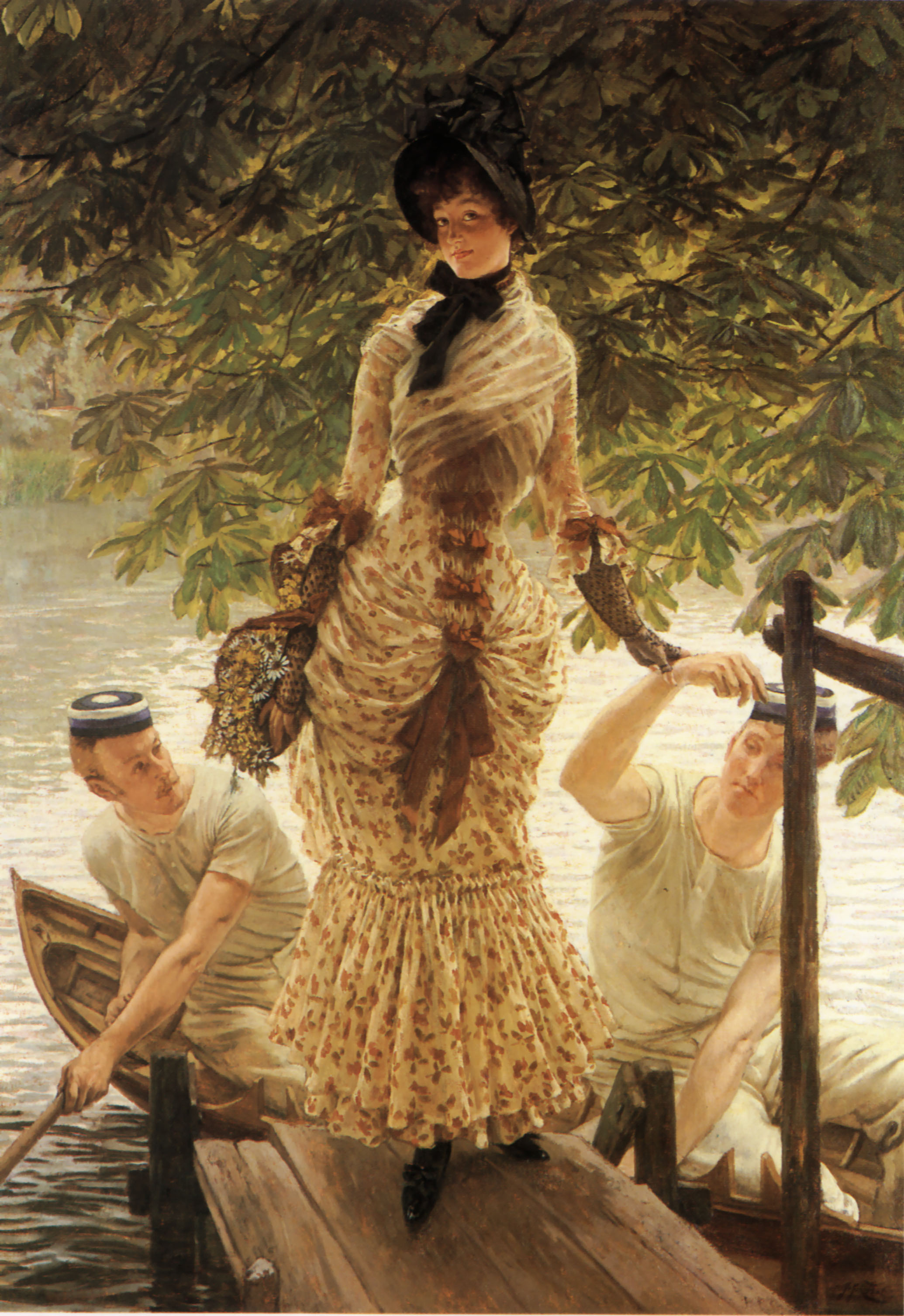
On the Thames"
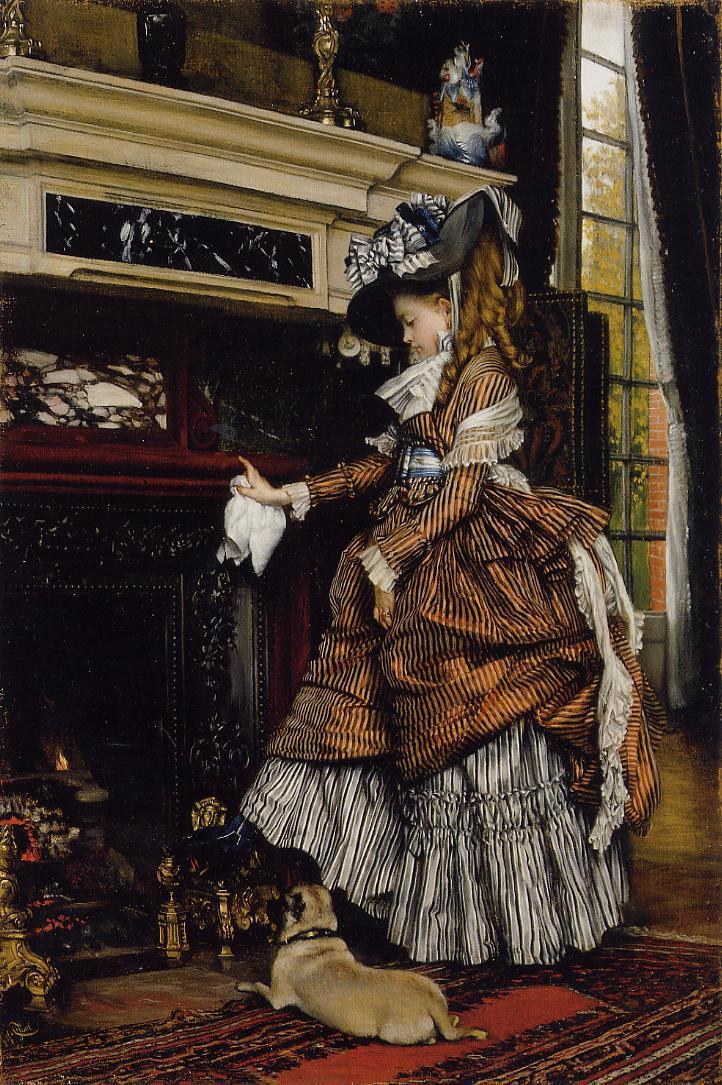
L'Âtre
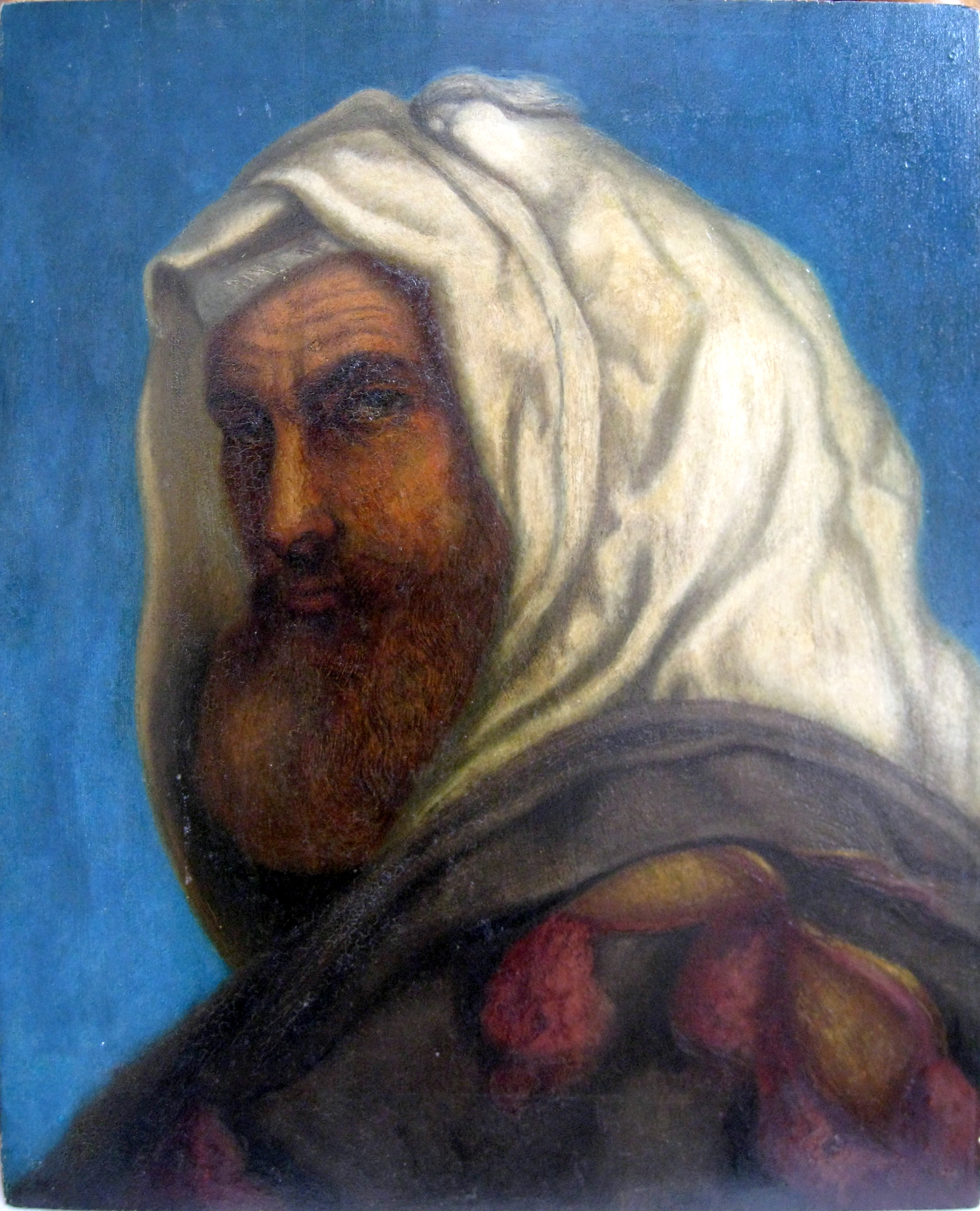
"Etude"
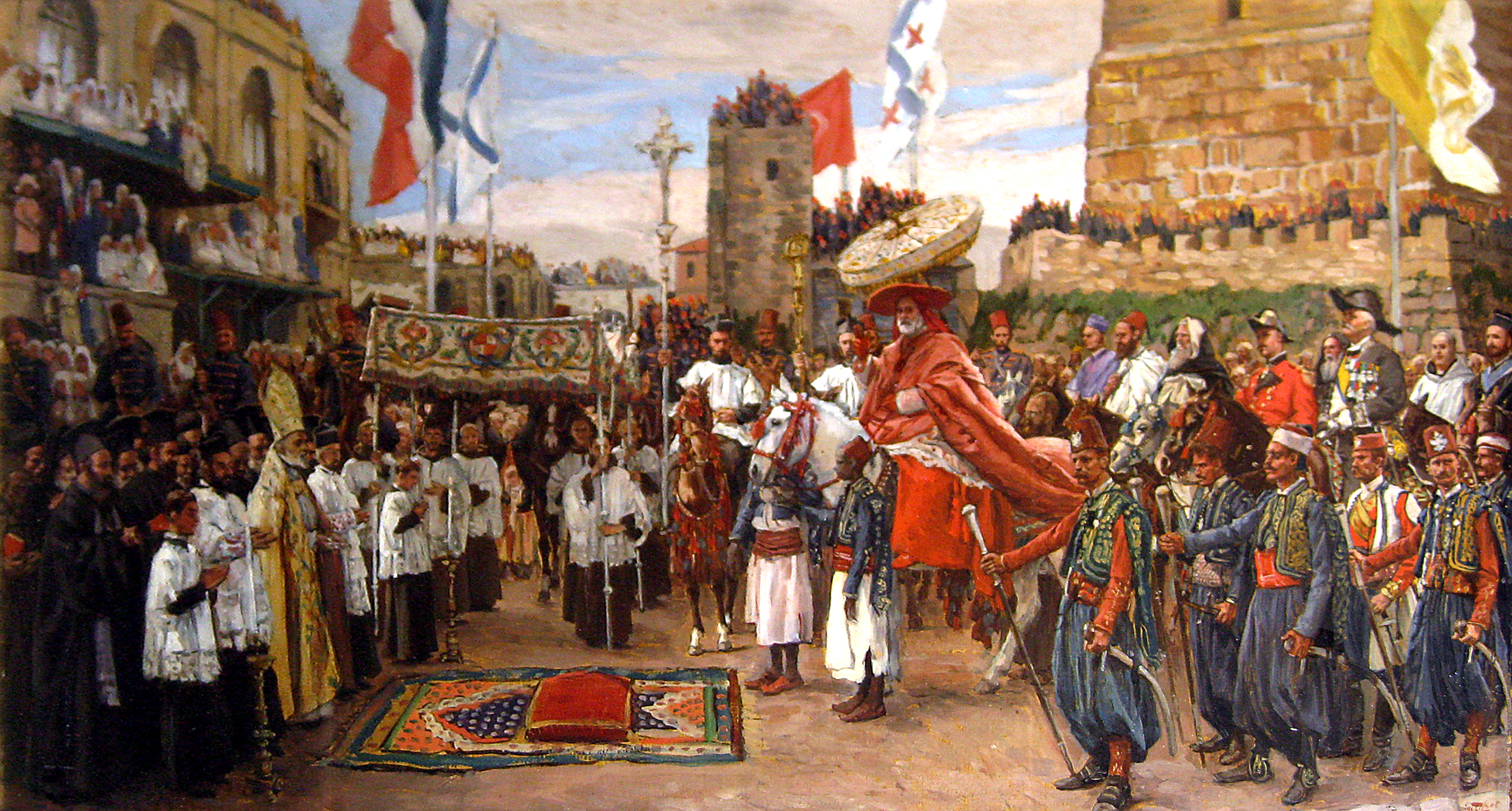
"Pape à Jerusalem"
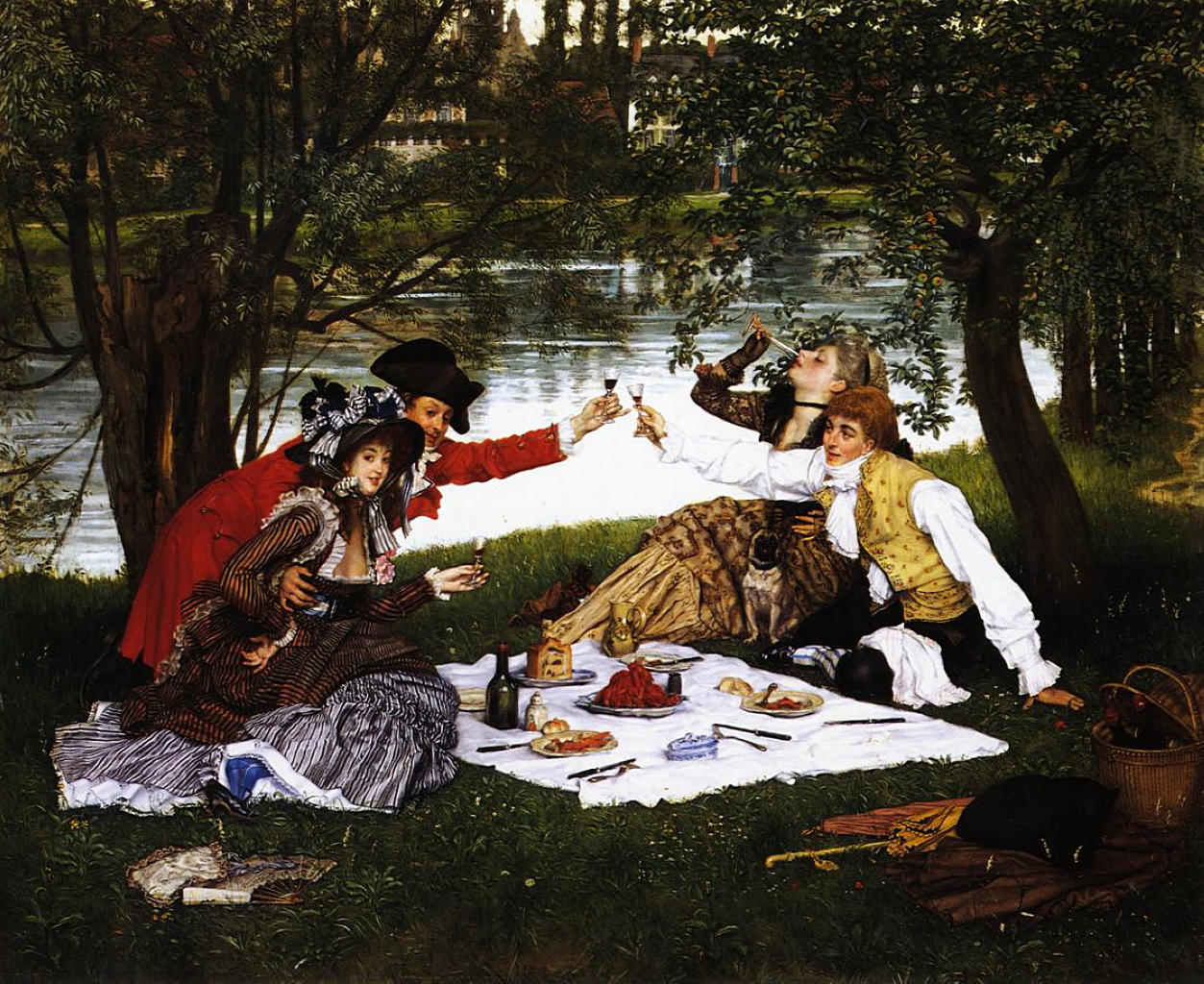
La Partie carrée (1870)
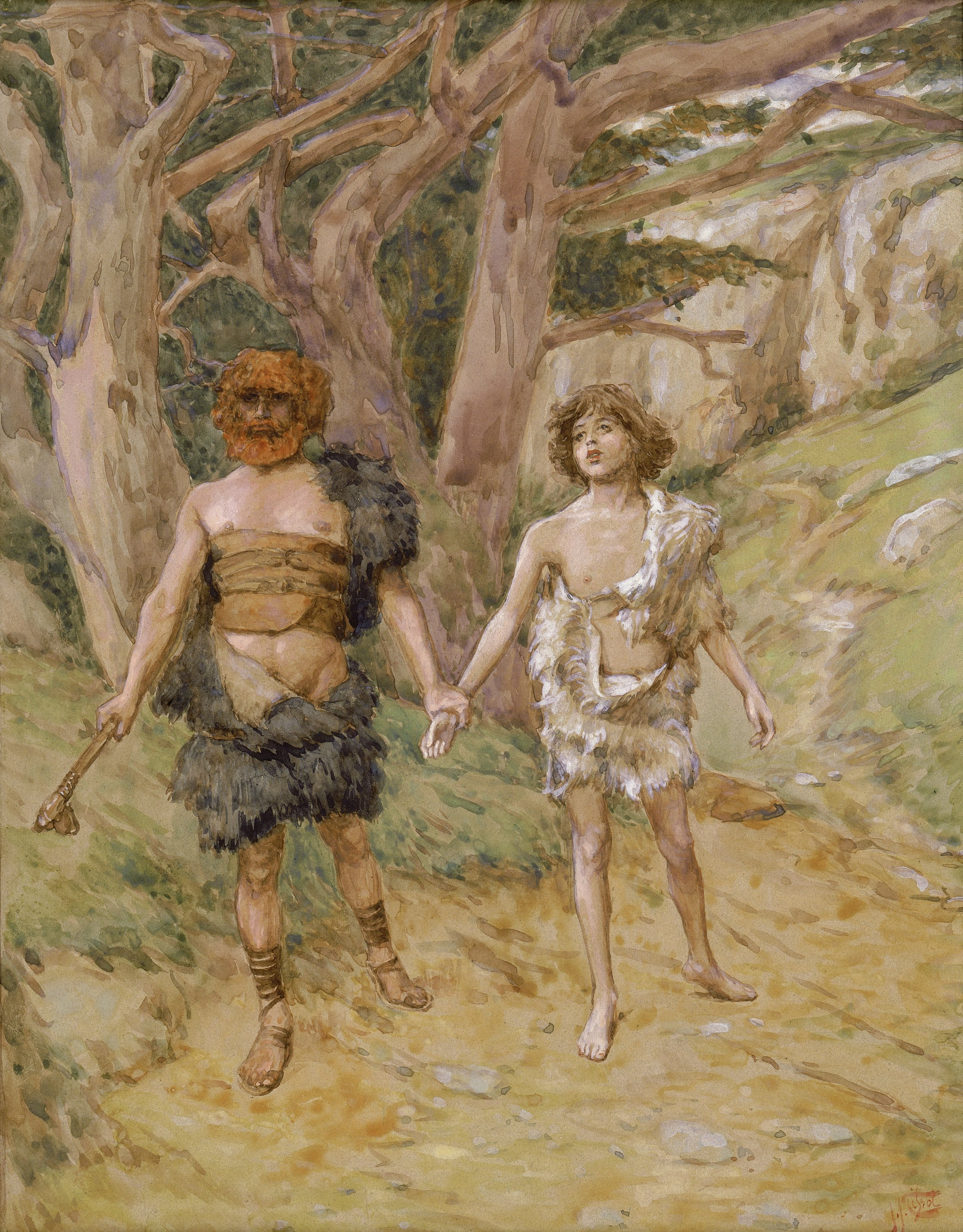
Caïn menant Abel à la mort
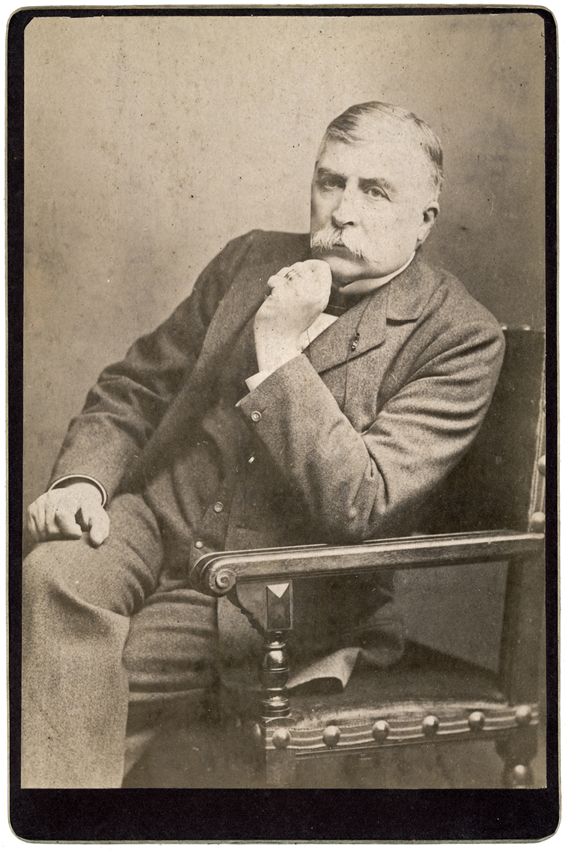
"James Tissot"
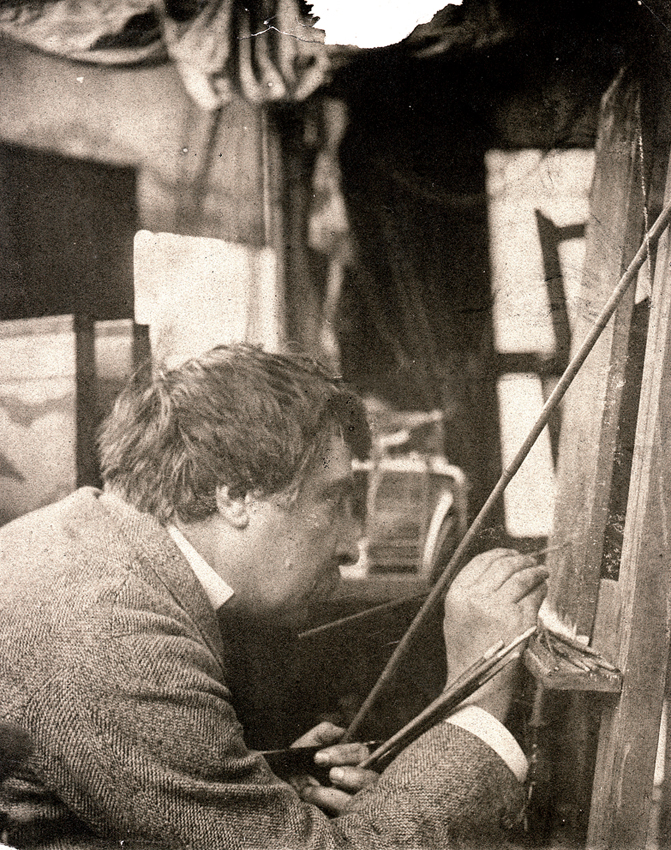
"James Tissot"
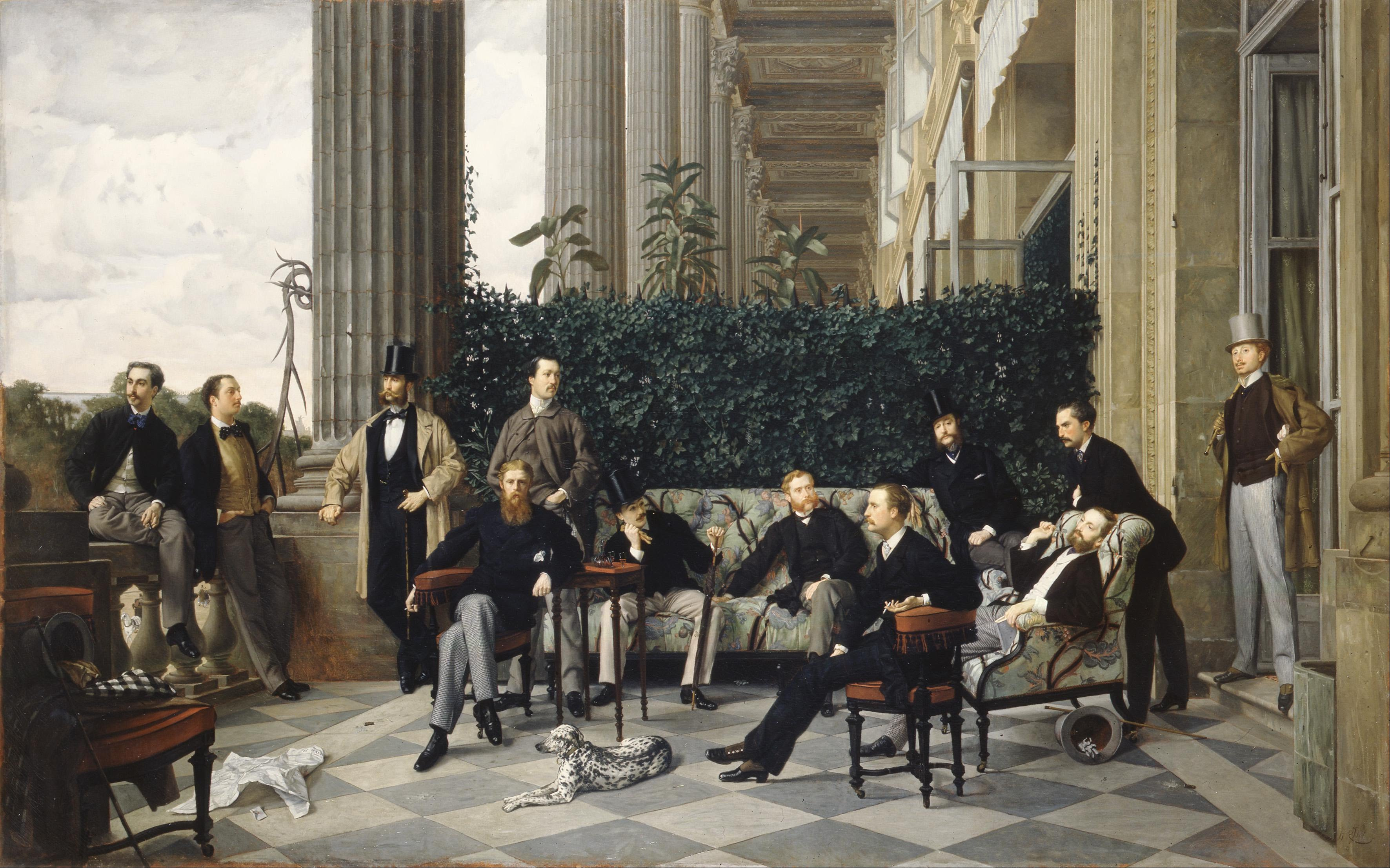
Le Balcon du Cercle de la rue Royale (The Circle of the Rue Royale), 1868
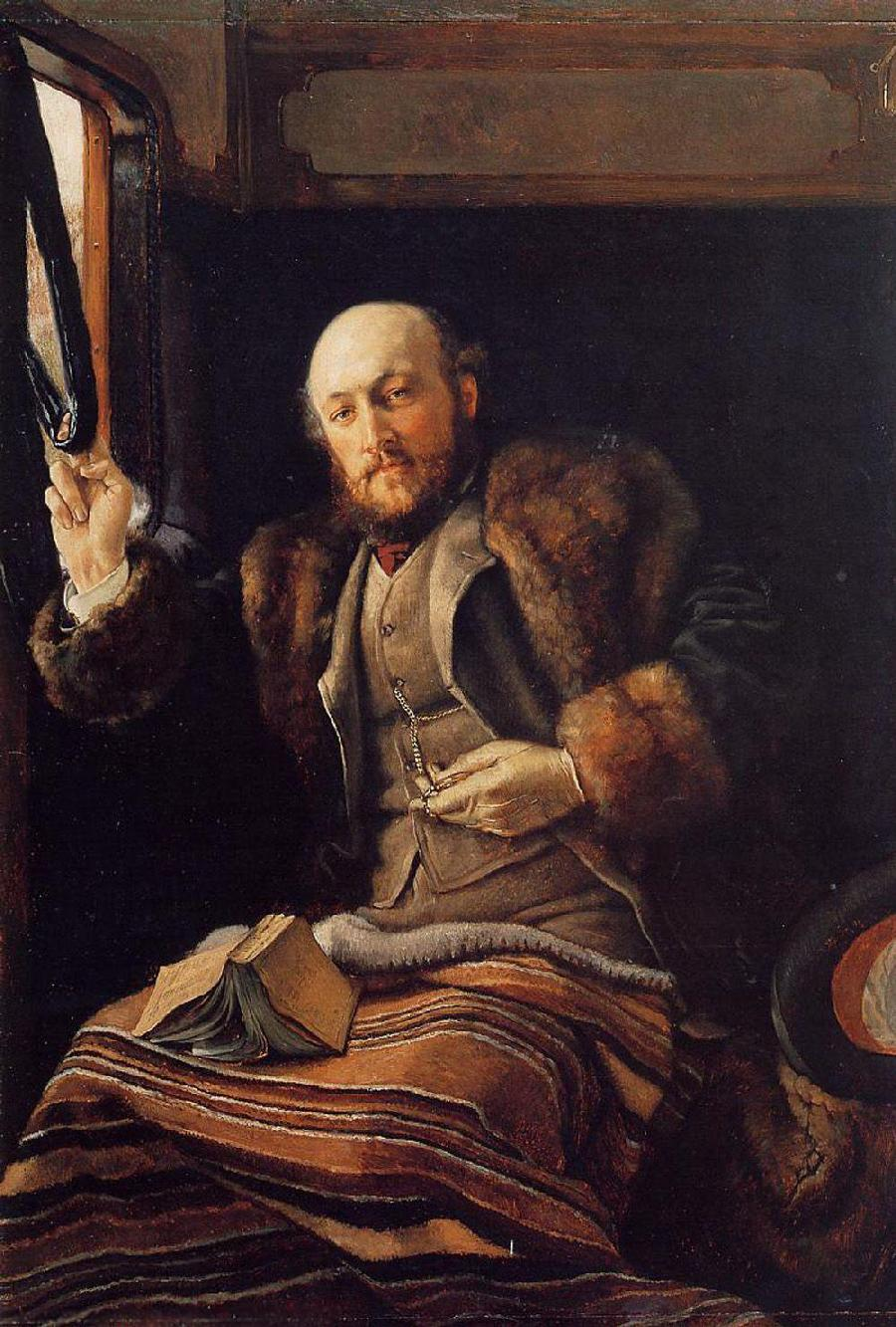
Cavalheiro na cabine do trem, 1872
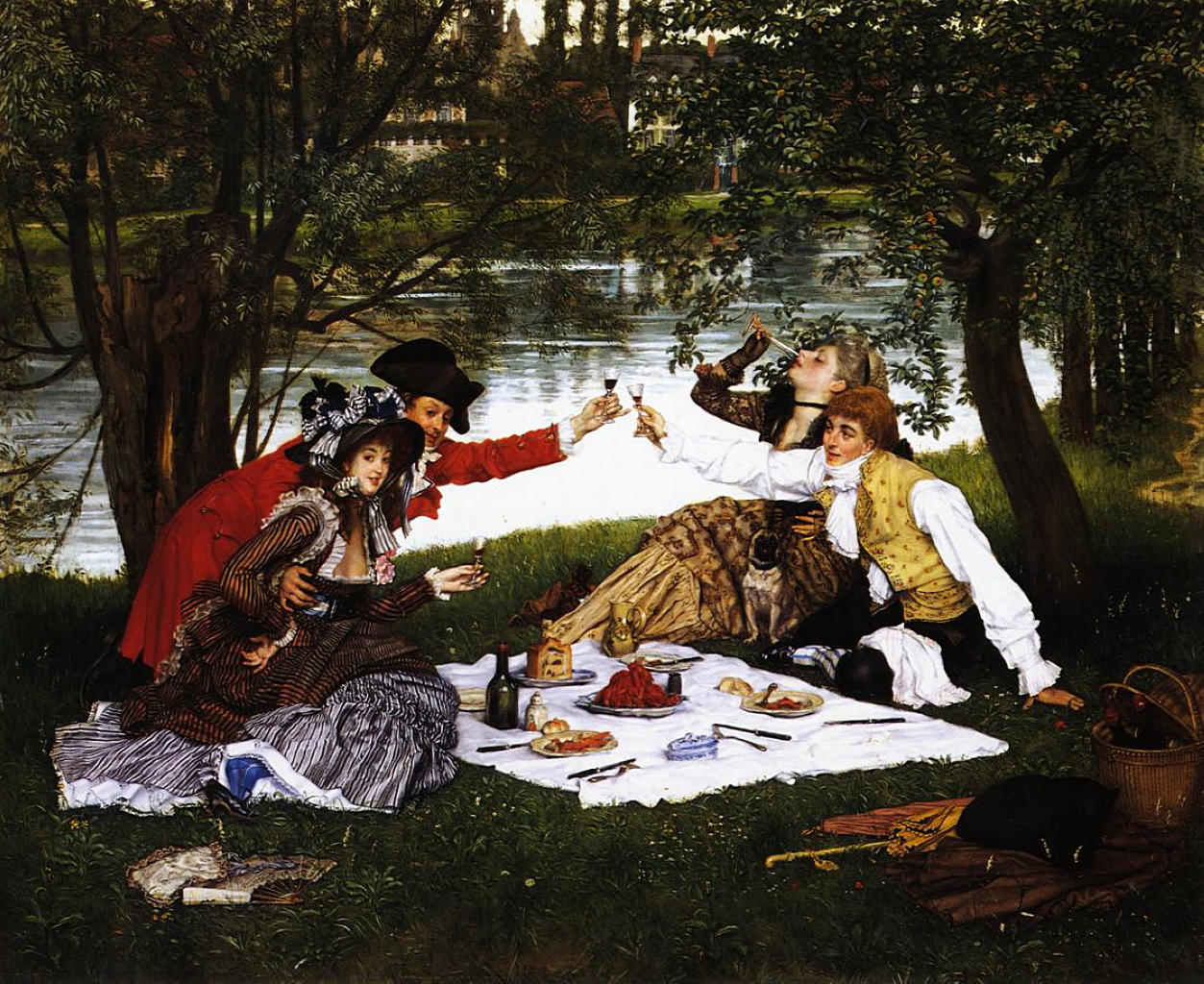
La partie carrée
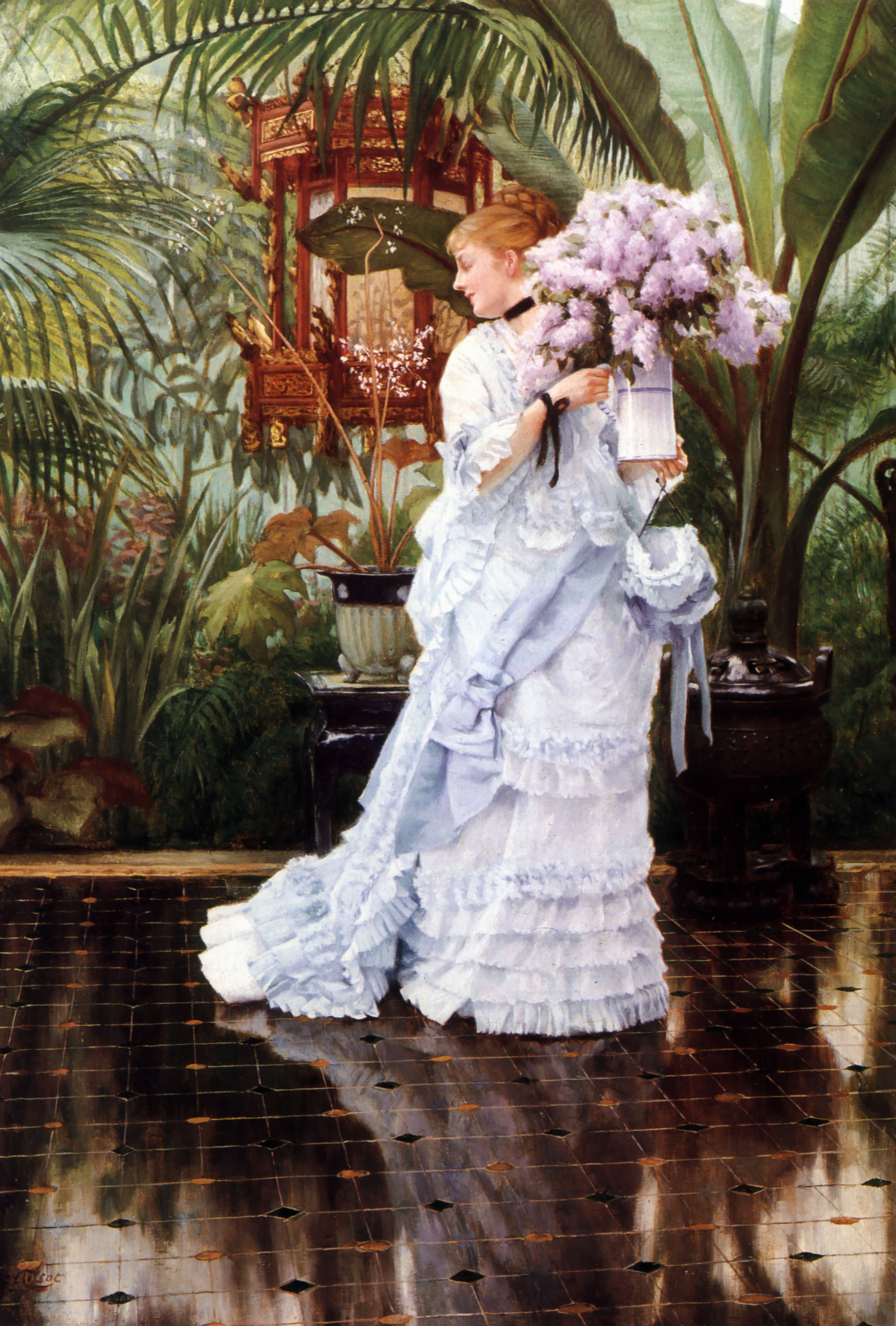
Lilazes, 1875
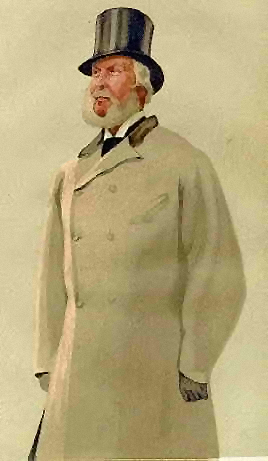
Major-General The Hon. James MacDonald, rascunho para Vanity Fair, 1876
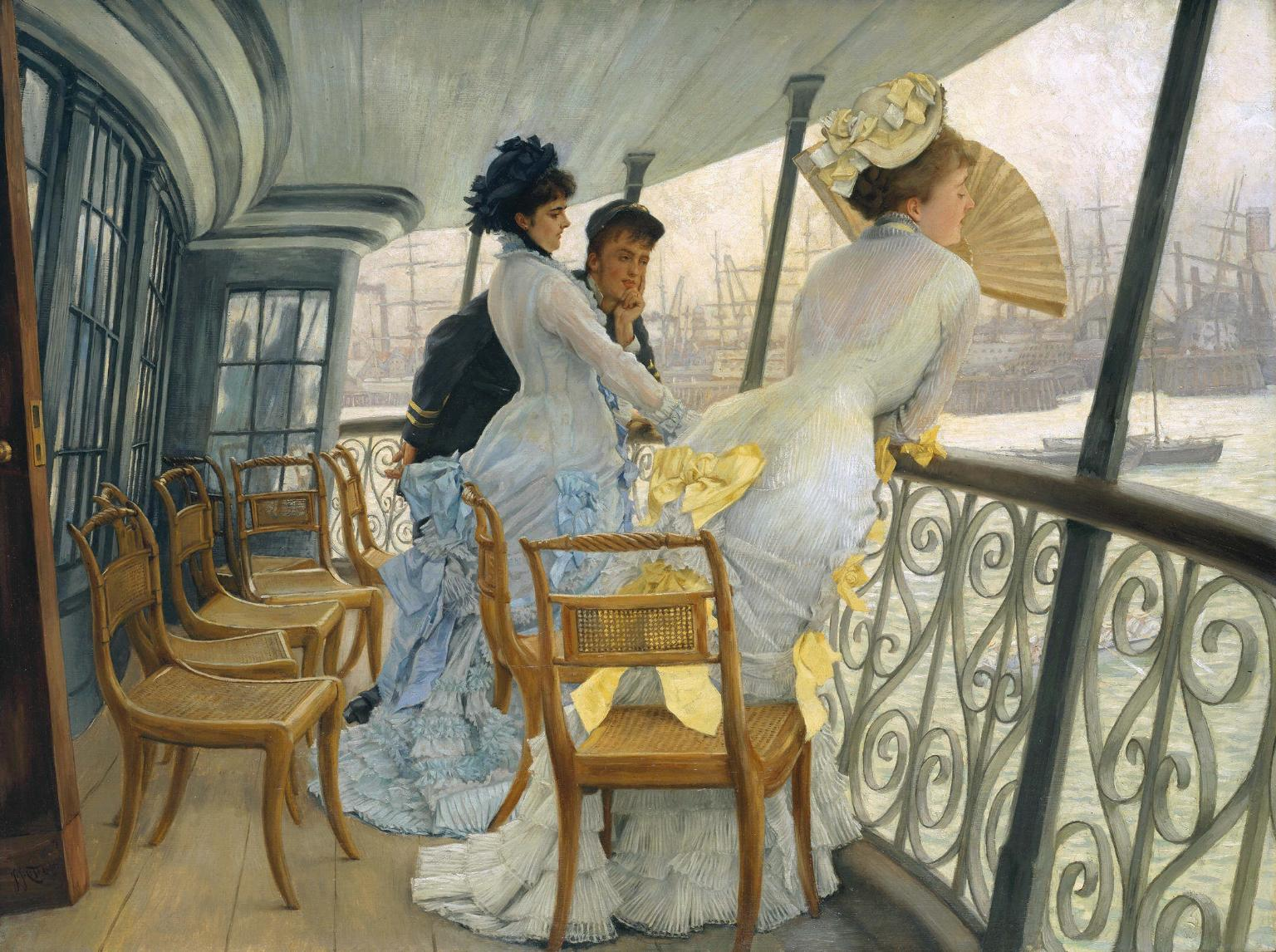
A Galeria de H.M.S. 'Calcutta' (Portsmouth), 1877
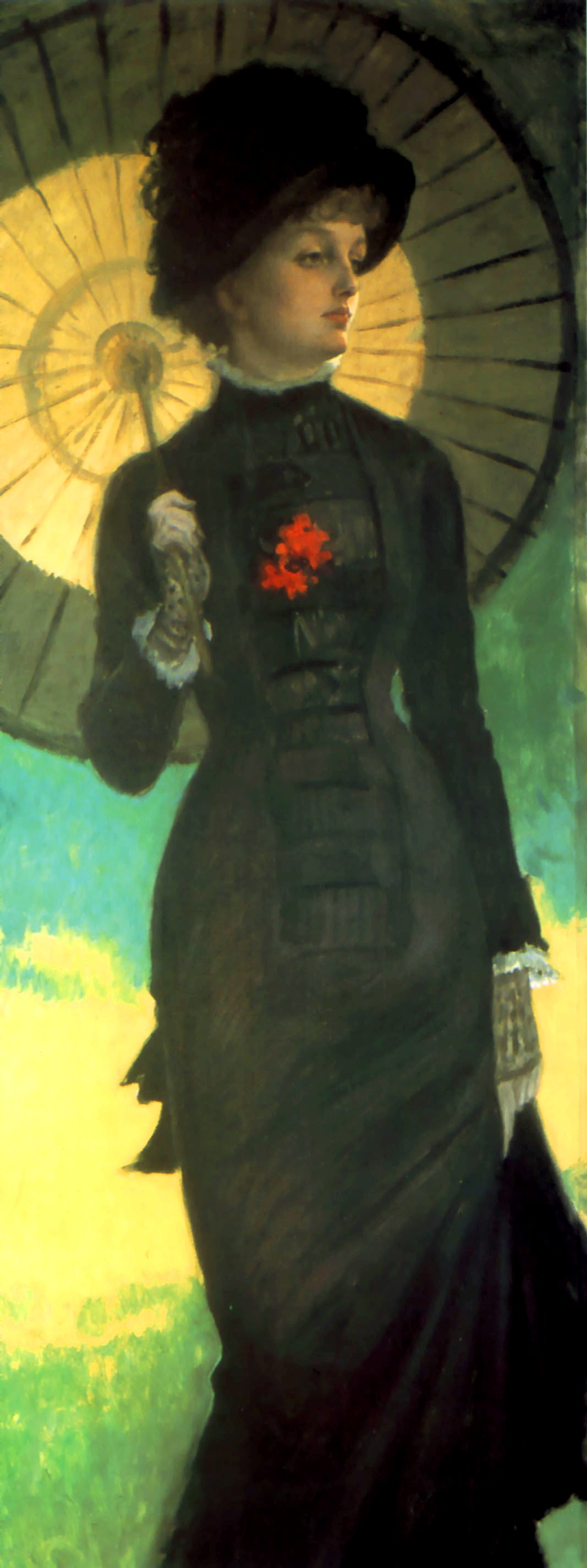
Sra. Newton com sombrinha, c. 1879
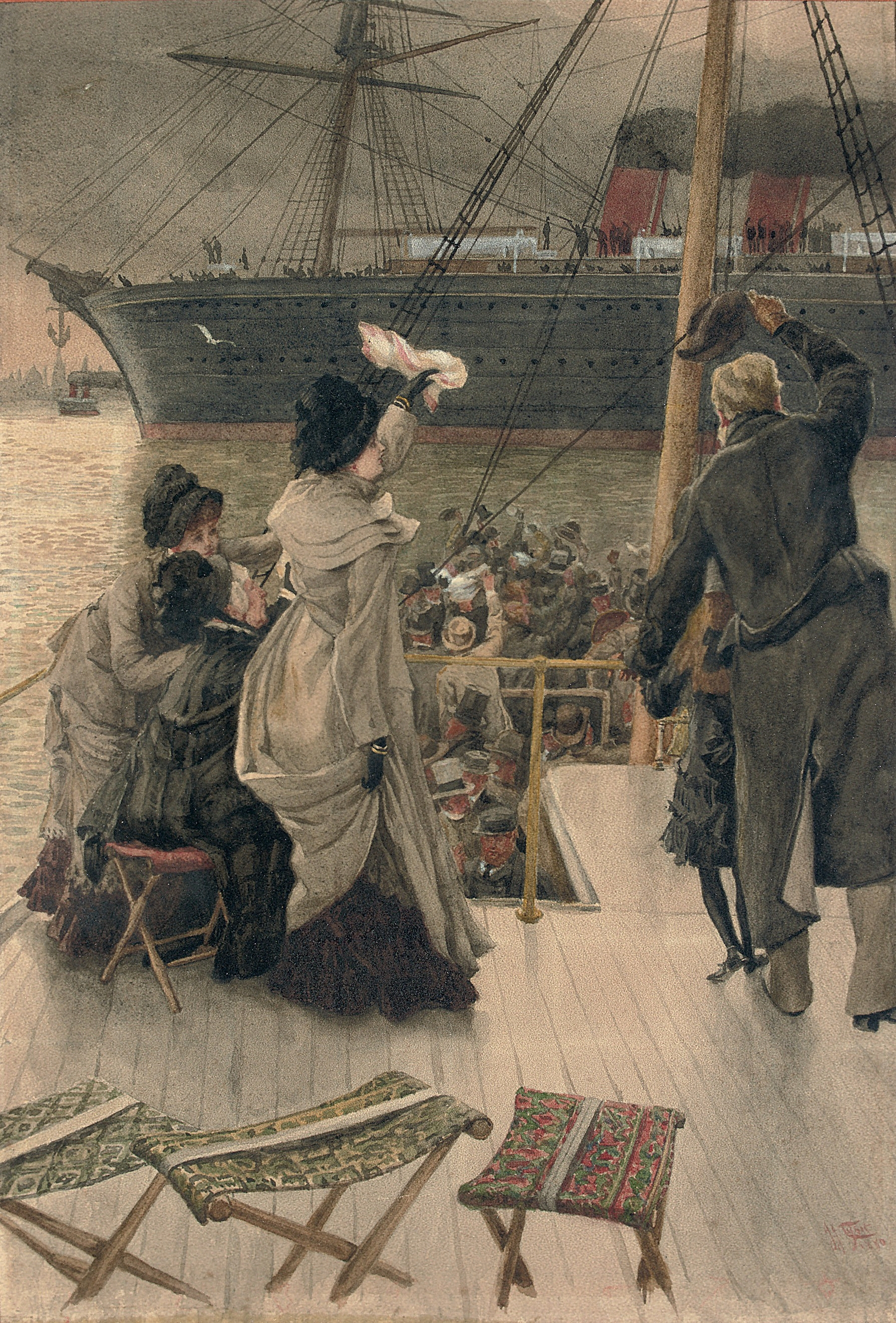
Adeus, no Mersey, 1881
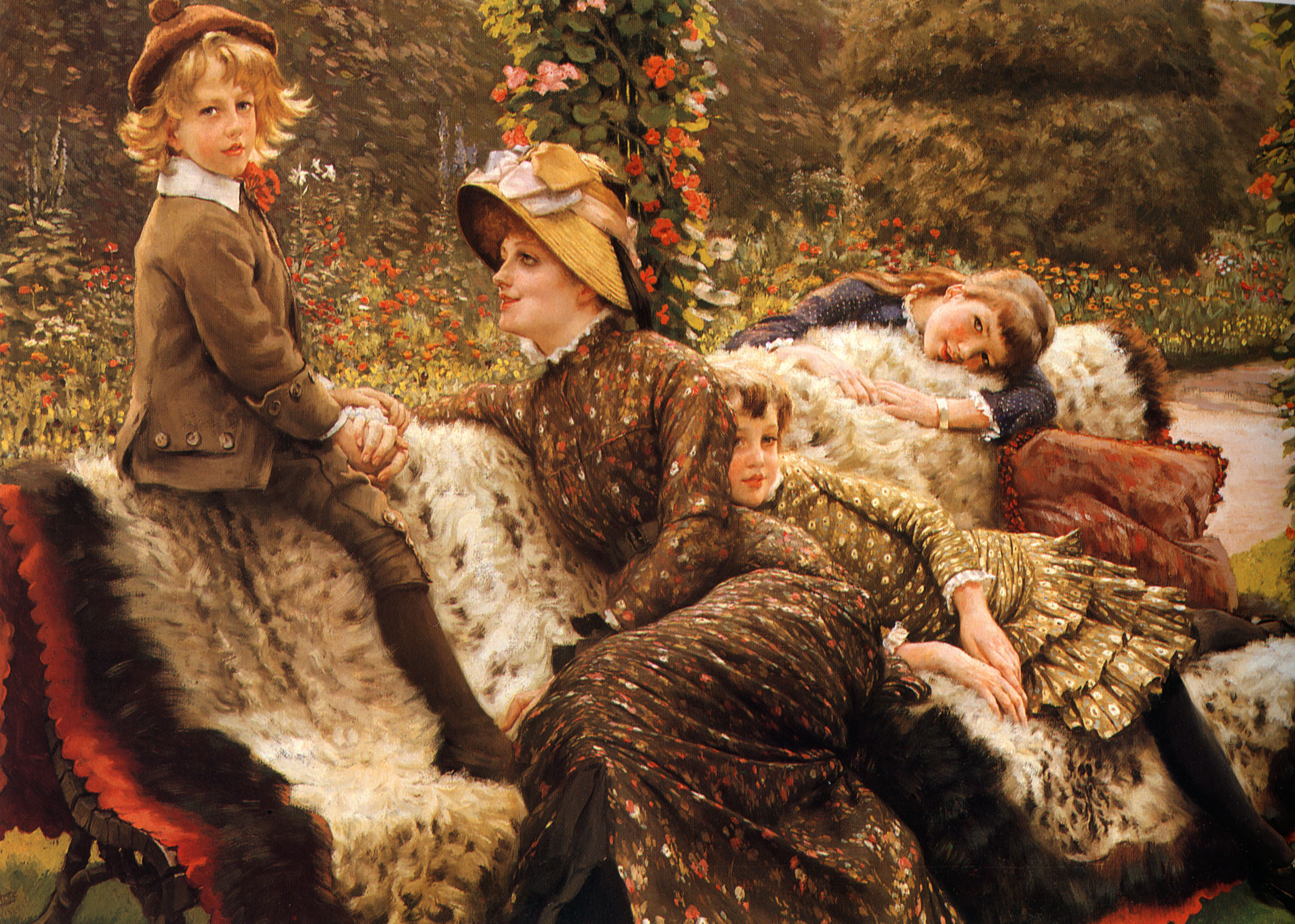
O Banco de jardim, 1882
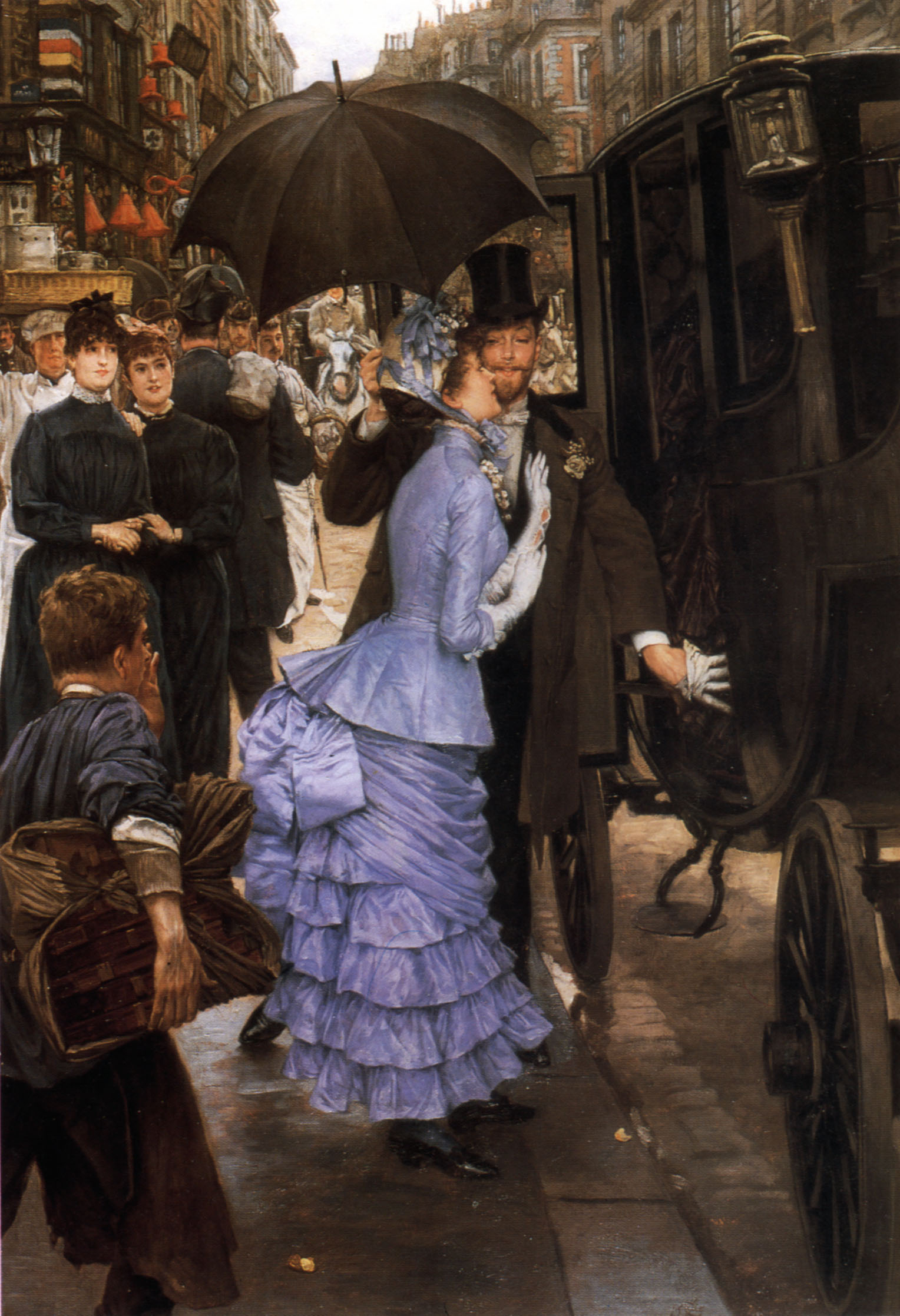
A daminha, 1883-83
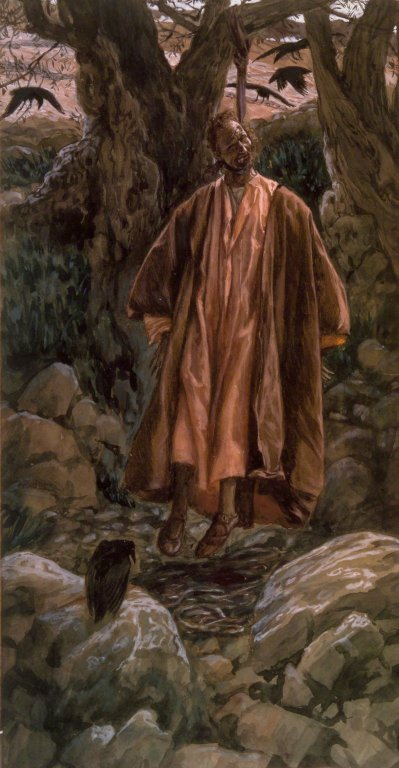
Judas se enforca (Judas se pend)